# Liga de Hungría de waterpolo masculino
La Liga de Hungría de waterpolo masculino es la competición más importante de waterpolo entre clubes húngaros.

## Historial
Estos son los ganadores de liga:
- 2024: Ferencváros T.C.
- 2023: Ferencváros T.C.
- 2022: Ferencváros T.C.
- 2021: Szolnoki
- 2019: Ferencváros T.C.
- 2018: Ferencváros T.C.
- 2017: Szolnoki
- 2016: Szolnoki
- 2015: Szolnoki
- 2014: ZF Eger
- 2013: ZF Eger
- 2012: Vasas Budapest
- 2011: ZF Eger
- 2010: Vasas Budapest
- 2009: Vasas Budapest
- 2008: Vasas Budapest
- 2007: Vasas Budapest
- 2006: Budapest Honvéd FC
- 2005: Budapest Honvéd FC
- 2004: Budapest Honvéd FC
- 2003: Budapest Honvéd FC
- 2002: Budapest Honvéd FC
- 2001: Budapest Honvéd FC
- 2000: Ferencváros T.C.
- 1999: Budapest Vasutas Sport Club
- 1998: Budapest Vasutas Sport Club
- 1997: Budapest Vasutas Sport Club
- 1996: Budapest Vasutas Sport Club
- 1995: Újpest TE
- 1994: Újpest TE
- 1993: Újpest TE
- 1992: Tungsram SC
- 1991: Újpest TE
- 1990: Ferencváros T.C.
- 1989: Ferencváros T.C.
- 1988: Ferencváros T.C.
- 1987: Budapest Vasutas Sport Club
- 1986: Újpest TE
- 1985: Budapest Vasutas Sport Club
- 1984: Vasas Budapest
- 1983: Vasas Budapest
- 1982: Vasas Budapest
- 1981: Vasas Budapest
- 1980: Vasas Budapest
- 1979: Vasas Budapest
- 1978: Orvosegyetem SC
- 1977: Vasas Budapest
- 1976: Vasas Budapest
- 1975: Vasas Budapest
- 1974: Orvosegyetem SC
- 1973: Orvosegyetem SC
- 1972: Orvosegyetem SC
- 1971: Orvosegyetem SC
- 1970: Orvosegyetem SC
- 1969: Orvosegyetem SC
- 1968: Ferencváros T.C.
- 1967: Újpest TE
- 1966: Budapest Vasutas Sport Club
- 1965: Ferencváros T.C.
- 1964: Szolnoki Dózsa SC
- 1963: Ferencváros T.C.
- 1962: Ferencváros T.C.
- 1961: Szolnoki Dózsa SC
- 1960: Újpest TE
- 1959: Szolnoki Dózsa SC
- 1958: Szolnoki Dózsa SC
- 1957: Szolnoki Dózsa SC
- 1956: Ferencváros T.C.
- 1955: Újpest TE
- 1954: Szolnoki Dózsa SC
- 1953: Vasas Budapest
- 1952: Újpest TE
- 1951: Újpest TE
- 1950: Újpest TE
- 1949: Vasas Budapest
- 1948: Újpest TE
- 1947: Vasas Budapest
- 1946: Újpest TE
- 1945: Újpest TE
- 1944: Ferencváros T.C.
- 1943: Magyar AC
- 1942: Újpest TE
- 1941: Újpest TE
- 1940: Budapesti SE
- 1939: Újpest TE
- 1938: Újpest TE
- 1937: Újpest TE
- 1936: Újpest TE
- 1935: Újpest TE
- 1934: Újpest TE
- 1933: Újpest TE
- 1932: Újpest TE
- 1931: Újpest TE
- 1930: Újpest TE
- 1929: Magyar AC
- 1928: III. Kerületi TC
- 1927: Ferencváros T.C.
- 1926: Ferencváros T.C.
- 1925: Ferencváros T.C.
- 1924: III. Kerületi TC
- 1923: III. Kerületi TC
- 1922: Ferencváros T.C.
- 1921: Ferencváros T.C.
- 1920: Ferencváros T.C.
- 1919: Ferencváros T.C.
- 1918: Ferencváros T.C.
- 1917: Muegyetemi AC
- 1913: Ferencváros T.C.
- 1912: Ferencváros T.C.
- 1911: Ferencváros T.C.
- 1910: Ferencváros T.C.
- 1909: Magyar ÚE
- 1908: Magyar ÚE
- 1907: Magyar ÚE
- 1906: Magyar ÚE
- 1905: Balaton ÚE
- 1904: Balaton ÚE